# Walter Möbius (Maler)
Walter Möbius (* 1902 in Greppin, Kreis Bitterfeld, Provinz Sachsen; † 1979) war ein deutscher Maler und Grafiker.

## Leben und Wirken
Seit 1920 besuchte Walter Möbius die Akademie für graphische Künste und Buchgewerbe in Leipzig, Lehrer waren unter anderen  Walter Tiemann und Bruno Héroux, zu dem er auch danach brieflichen Kontakt unterhielt. In diesen Jahren wurden erstmals Arbeiten von ihm in Ausstellungen der Akademie gezeigt. Seit etwa 1926 (?) studierte Möbius an der Kunstakademie (Vereinigte Staatsschulen) in Berlin-Charlottenburg. 1929 gab es eine erste Sonderausstellung mit eigenen Werken in Leipzig. 
Seit 1934 lebte Walter Möbius in seinem Heimatort Greppin als freischaffender Künstler. In den folgenden Jahren war er mit eigenen Werken an weiteren Ausstellungen beteiligt.
In den 1950er und 1960er Jahren schuf er vor allem Grafiken und war als Kunstlehrer im Klub der Werktätigen in Greppin tätig.
Im Jahr 2005 gab es eine Ausstellung von Aquarellen und Grafiken im Stadtschloss in Vetschau.
Sein bedeutendstes Werk ist ein Altargemälde Grablegung, das er 1924 für die Gedächtniskapelle der katholischen Heilig-Geist-Kirche in Greppin unter Mitwirkung des Architekten Johannes Reuter schuf. Für die von Johannes Reuter entworfene Kirche Heilige Familie (Bad Düben) schuf er das Altargemälde, das Jesus Christus als Pantokrator und seine Geburt darstellt.
Seine Werke befinden sich überwiegend in Privatbesitz. 